# Fabian Bösch
Fabian Bösch (ur. 6 lipca 1997 w Hirschthal) – szwajcarski narciarz dowolny, specjalizuje się w slopestyle’u i big airze. W 2014 roku wystartował na igrzyskach olimpijskich w Soczi, zajmując 23. miejsce. Na rozgrywanych rok później  mistrzostwach świata w Kreischbergu wywalczył złoty medal. W zawodach Pucharu Świata zadebiutował 9 lutego 2013 roku w Silvaplana, zajmując trzecie miejsce w slopestyle’u. Tym samym już w swoim debiucie nie tylko zdobył pierwsze pucharowe punkty, ale od razu stanął na podium. Najlepsze wyniki osiągnął w sezonie 2019/2020, kiedy to w klasyfikacji generalnej zajął 20. miejsce, a w klasyfikacji slopestyle’u był trzeci. W 2019 roku, na mistrzostwach świata w Park City wywalczył złoty medal w big airze. W sezonie 2018/2019 zajął 3. miejsce w klasyfikacji big air.
Jest dwukrotnym medalistą zawodów X-Games rozgrywanych w amerykańskim Aspen. Zdobył złoty medal w big air podczas Winter X Games 20 oraz brązowy w slopestyle’u podczas Winter X Games 24.

## Osiągnięcia

### Igrzyska olimpijskie
| Miejsce | Dzień     | Rok  | Miejscowość | Konkurencja | Zwycięzca        |
| ------- | --------- | ---- | ----------- | ----------- | ---------------- |
| 23.     | 13 lutego | 2014 | Soczi       | Slopestyle  | Joss Christensen |
| 24.     | 18 lutego | 2018 | Pjongczang  | Slopestyle  | Øystein Bråten   |
| 17.     | 9 lutego  | 2022 | Pekin       | Big air     | Birk Ruud        |
| 6.      | 16 lutego | 2022 | Pekin       | Slopestyle  | Alexander Hall   |

### Mistrzostwa świata
| Miejsce | Dzień       | Rok  | Miejscowość | Konkurencja | Zwycięzca   |
| ------- | ----------- | ---- | ----------- | ----------- | ----------- |
| 1.      | 21 stycznia | 2015 | Kreischberg | Slopestyle  | -           |
| 1.      | 2 lutego    | 2019 | Park City   | Big air     | -           |
| 11.     | 6 lutego    | 2019 | Park City   | Slopestyle  | James Woods |

### Puchar Świata

#### Miejsca w klasyfikacji generalnej
- sezon 2012/2013: 60.
- sezon 2013/2014: 64.
- sezon 2014/2015: -
- sezon 2015/2016: 30.
- sezon 2016/2017: 87.
- sezon 2017/2018: 63.
- sezon 2018/2019: 38.
- sezon 2019/2020: 20.

Od sezonu 2020/2021 klasyfikacja generalna została zastąpiona przez klasyfikację Park & Pipe (OPP), łączącą slopestyle, halfpipe oraz big air.
- sezon 2020/2021: 26.
- sezon 2021/2022: 12.

#### Miejsca na podium w zawodach
1. Silvaplana – 9 lutego 2013 (slopestyle) – 3. miejsce
2. Gstaad – 18 stycznia 2014 (slopestyle) – 3. miejsce
3. Silvaplana – 4 marca 2016 (slopestyle) – 2. miejsce
4. El Colorado – 3 września 2016 (Big air) – 2. miejsce
5. Cardrona – 27 sierpnia 2017 (slopestyle) – 3. miejsce
6. Québec – 16 marca 2019 (Big air) – 2. miejsce
7. Silvaplana – 30 marca 2019 (slopestyle) – 3. miejsce
8. Seiser Alm – 18 stycznia 2020 (slopstyle) – 2. miejsce